# 북위 11도
북위 11도는 적도에서 북쪽으로 11도 떨어진 위선이다. 아프리카, 아시아, 태평양, 북아메리카, 남아메리카, 대서양을 지난다.

## 지나가는 지역
본초 자오선에서 시작해서 동쪽 방향으로, 북위 11도선은 다음 지역을 지난다.
| 좌표                                                    | 나라, 지역, 해역    | 주석 |
| ------------------------------------------------------- | ------------------- | --- |
| 북위 11° 0′ 동경 0° 0′  / 북위 11.000° 동경 0.000°      | 가나                | |
| 북위 11° 0′ 동경 0° 2′  / 북위 11.000° 동경 0.033°      | 토고                | |
| 북위 11° 0′ 동경 0° 30′  / 북위 11.000° 동경 0.500°     | 부르키나파소        | |
| 북위 11° 0′ 동경 0° 55′  / 북위 11.000° 동경 0.917°     | 베냉                | |
| 북위 11° 0′ 동경 3° 45′  / 북위 11.000° 동경 3.750°     | 나이지리아          | |
| 북위 11° 0′ 동경 13° 46′  / 북위 11.000° 동경 13.767°   | 카메룬              | |
| 북위 11° 0′ 동경 15° 3′  / 북위 11.000° 동경 15.050°    | 차드                | |
| 북위 11° 0′ 동경 22° 28′  / 북위 11.000° 동경 22.467°   | 중앙아프리카 공화국 | 국토 최북단, 약 8km                                                                                                  |
| 북위 11° 0′ 동경 22° 32′  / 북위 11.000° 동경 22.533°   | 차드                | |
| 북위 11° 0′ 동경 22° 54′  / 북위 11.000° 동경 22.900°   | 수단                | |
| 북위 11° 0′ 동경 32° 25′  / 북위 11.000° 동경 32.417°   | 남수단              | |
| 북위 11° 0′ 동경 33° 14′  / 북위 11.000° 동경 33.233°   | 수단                | |
| 북위 11° 0′ 동경 34° 58′  / 북위 11.000° 동경 34.967°   | 에티오피아          | |
| 북위 11° 0′ 동경 41° 48′  / 북위 11.000° 동경 41.800°   | 지부티              | |
| 북위 11° 0′ 동경 42° 27′  / 북위 11.000° 동경 42.450°   | 에티오피아          | |
| 북위 11° 0′ 동경 42° 47′  / 북위 11.000° 동경 42.783°   | 지부티              | |
| 북위 11° 0′ 동경 42° 58′  / 북위 11.000° 동경 42.967°   | 소말리아            | 소말릴란드 |
| 북위 11° 0′ 동경 43° 39′  / 북위 11.000° 동경 43.650°   | 아덴만              | |
| 북위 11° 0′ 동경 47° 6′  / 북위 11.000° 동경 47.100°    | 소말리아            | 소말릴란드 푼틀란드                                                                                                  |
| 북위 11° 0′ 동경 51° 7′  / 북위 11.000° 동경 51.117°    | 인도양              | 아라비아해 인도 락샤드위프 제도의 방가람섬과 아미니섬 사이를 지나감 락샤드위프해                                     |
| 북위 11° 0′ 동경 75° 51′  / 북위 11.000° 동경 75.850°   | 인도                | 케랄라주 타밀나두주 푸두체리 카라이칼구, 약 4km                                                                      |
| 북위 11° 0′ 동경 79° 51′  / 북위 11.000° 동경 79.850°   | 인도양              | 벵골만 인도 안다만 니코바르 제도의 러틀랜드섬과 소안다만섬 사이를 통과함 안다만해 - 미얀마 란비섬 바로 북쪽을 지나감 |
| 북위 11° 0′ 동경 98° 26′  / 북위 11.000° 동경 98.433°   | 미얀마              | 까우예 섬과 본토 |
| 북위 11° 0′ 동경 99° 6′  / 북위 11.000° 동경 99.100°    | 태국                | |
| 북위 11° 0′ 동경 99° 29′  / 북위 11.000° 동경 99.483°   | 타이만              | |
| 북위 11° 0′ 동경 103° 6′  / 북위 11.000° 동경 103.100°  | 캄보디아            | |
| 북위 11° 0′ 동경 103° 25′  / 북위 11.000° 동경 103.417° | 콤퐁솜만            | |
| 북위 11° 0′ 동경 103° 39′  / 북위 11.000° 동경 103.650° | 캄보디아            | |
| 북위 11° 0′ 동경 105° 42′  / 북위 11.000° 동경 105.700° | 베트남              | 약 10km |
| 북위 11° 0′ 동경 105° 47′  / 북위 11.000° 동경 105.783° | 캄보디아            | |
| 북위 11° 0′ 동경 106° 12′  / 북위 11.000° 동경 106.200° | 베트남              | |
| 북위 11° 0′ 동경 108° 21′  / 북위 11.000° 동경 108.350° | 남중국해            | 스프래틀리 군도를 통과함                                                                                             |
| 북위 11° 0′ 동경 119° 16′  / 북위 11.000° 동경 119.267° | 필리핀              | 팔라완섬 |
| 북위 11° 0′ 동경 119° 30′  / 북위 11.000° 동경 119.500° | 술루해              | 필리핀 쿠요 제도를 따라 지나감                                                                                       |
| 북위 11° 0′ 동경 122° 2′  / 북위 11.000° 동경 122.033°  | 필리핀              | 파나이섬 |
| 북위 11° 0′ 동경 122° 51′  / 북위 11.000° 동경 122.850° | 기마라스 해협       | |
| 북위 11° 0′ 동경 123° 11′  / 북위 11.000° 동경 123.183° | 필리핀              | 네그로스섬(최북단)                                                                                                   |
| 북위 11° 0′ 동경 123° 12′  / 북위 11.000° 동경 123.200° | 비사얀해            | |
| 북위 11° 0′ 동경 123° 56′  / 북위 11.000° 동경 123.933° | 필리핀              | 세부섬 |
| 북위 11° 0′ 동경 124° 2′  / 북위 11.000° 동경 124.033°  | 카모테스해          | |
| 북위 11° 0′ 동경 124° 26′  / 북위 11.000° 동경 124.433° | 필리핀              | 레이테섬 |
| 북위 11° 0′ 동경 125° 2′  / 북위 11.000° 동경 125.033°  | 태평양              | |
| 북위 11° 0′ 동경 125° 37′  / 북위 11.000° 동경 125.617° | 필리핀              | 마니카니섬 |
| 북위 11° 0′ 동경 125° 39′  / 북위 11.000° 동경 125.650° | 태평양              | |
| 북위 11° 0′ 동경 125° 47′  / 북위 11.000° 동경 125.783° | 필리핀              | 칼리코안섬 |
| 북위 11° 0′ 동경 125° 48′  / 북위 11.000° 동경 125.800° | 태평양              | 마셜 제도 롱겔라프 환초와 아일링기나에 환초 바로 남쪽을 지나감 마셜 제도 타카 환초 바로 남쪽을 지나감                |
| 북위 11° 0′ 서경 85° 43′  / 북위 11.000° 서경 85.717°   | 코스타리카          | |
| 북위 11° 0′ 서경 85° 4′  / 북위 11.000° 서경 85.067°    | 니카라과            | |
| 북위 11° 0′ 서경 84° 49′  / 북위 11.000° 서경 84.817°   | 코스타리카          | |
| 북위 11° 0′ 서경 84° 29′  / 북위 11.000° 서경 84.483°   | 니카라과            | |
| 북위 11° 0′ 서경 83° 47′  / 북위 11.000° 서경 83.783°   | 카리브해            | |
| 북위 11° 0′ 서경 74° 47′  / 북위 11.000° 서경 74.783°   | 콜롬비아            | |
| 북위 11° 0′ 서경 74° 34′  / 북위 11.000° 서경 74.567°   | 카리브해            | |
| 북위 11° 0′ 서경 74° 17′  / 북위 11.000° 서경 74.283°   | 콜롬비아            | |
| 북위 11° 0′ 서경 72° 31′  / 북위 11.000° 서경 72.517°   | 베네수엘라          | |
| 북위 11° 0′ 서경 71° 37′  / 북위 11.000° 서경 71.617°   | 카리브해            | 베네수엘라만 |
| 북위 11° 0′ 서경 71° 12′  / 북위 11.000° 서경 71.200°   | 베네수엘라          | |
| 북위 11° 0′ 서경 68° 19′  / 북위 11.000° 서경 68.317°   | 카리브해            | 베네수엘라 라 토르투가섬바로 북쪽을 지나감                                                                           |
| 북위 11° 0′ 서경 64° 23′  / 북위 11.000° 서경 64.383°   | 베네수엘라          | 마르가리타섬 |
| 북위 11° 0′ 서경 63° 47′  / 북위 11.000° 서경 63.783°   | 카리브해            | 트리니다드 토바고의 토바고섬과 트리니다드섬 사이를 지나감                                                            |
| 북위 11° 0′ 서경 61° 0′  / 북위 11.000° 서경 61.000°    | 대서양              | 기니비사우 비사고스 제도 바로 남쪽을 지나감                                                                          |
| 북위 11° 0′ 서경 15° 14′  / 북위 11.000° 서경 15.233°   | 기니비사우          | |
| 북위 11° 0′ 서경 14° 57′  / 북위 11.000° 서경 14.950°   | 기니                | |
| 북위 11° 0′ 서경 8° 41′  / 북위 11.000° 서경 8.683°     | 말리                | |
| 북위 11° 0′ 서경 8° 31′  / 북위 11.000° 서경 8.517°     | 기니                | |
| 북위 11° 0′ 서경 8° 17′  / 북위 11.000° 서경 8.283°     | 말리                | |
| 북위 11° 0′ 서경 9° 29′  / 북위 11.000° 서경 9.483°     | 부르키나파소        | |
| 북위 11° 0′ 서경 2° 50′  / 북위 11.000° 서경 2.833°     | 가나                | 약 8km |
| 북위 11° 0′ 서경 2° 46′  / 북위 11.000° 서경 2.767°     | 부르키나파소        | |
| 북위 11° 0′ 서경 1° 35′  / 북위 11.000° 서경 1.583°     | 가나                | |
| 북위 11° 0′ 서경 1° 24′  / 북위 11.000° 서경 1.400°     | 부르키나파소        | |
| 북위 11° 0′ 서경 1° 7′  / 북위 11.000° 서경 1.117°      | 가나                | 약 9km |
| 북위 11° 0′ 서경 1° 3′  / 북위 11.000° 서경 1.050°      | 부르키나파소        | |
| 북위 11° 0′ 서경 0° 50′  / 북위 11.000° 서경 0.833°     | 가나                | 약 2km |
| 북위 11° 0′ 서경 0° 48′  / 북위 11.000° 서경 0.800°     | 부르키나파소        | |
| 북위 11° 0′ 서경 0° 30′  / 북위 11.000° 서경 0.500°     | 가나                | |

## 같이 보기
- 북위 10도
- 북위 12도